# Proserpinus vega
Proserpinus vega is een vlinder uit de familie van de pijlstaarten (Sphingidae). De wetenschappelijke naam van de soort werd in 1903 gepubliceerd door Harrison Gray Dyar.